# Collada del Trumfo
La Collada del Trumfo és una collada situada a 1.461,5 msnm al terme municipal d'Abella de la Conca, al Pallars Jussà.
És a la part nord-occidental del terme, just al sud del cim de Gallinova i al nord de la Roca de Monteguida, a l'extrem sud-oest de la Serra de Carreu i al nord de la Serra de Monteguida. Hi passava el camí que des d'Abella de la Conca menava a Orcau i, a través del Portell de Gassó, a Aramunt i la vall de Carreu. Representa el límit oriental de la partida de la Bernada.

## Etimologia
Tot i que Cal Trumfo és més amunt, en el Portell o Collada de Gassó, per la Collada del Trumfo discorria el camí que menava a Cal Trumfo des de la vall alta del riu d'Abella. Pren el nom, doncs, de la casa a la qual s'accedia des d'aquesta collada.